# Efekt inokulum
Efekt inokulum - zjawisko obniżenia skuteczności antybiotyków ze względu na zwiększoną liczbę (inokulum) bakterii. Oporność na antybiotyki (zwłaszcza beta-laktamy) często polega na wytwarzaniu enzymu inaktywującego lek, a zwiększona jego ilość jest przyczyną powstania tego efektu.

## Mechanizm

Ściana komórki Gram-ujemnej

Bakterie Gram-dodatnie wydzielają enzymy na zewnątrz komórki - w konsekwencji, im większa jest ilość drobnoustrojów, tym większe jest stężenie enzymu i tym mniejsza szansa, że lek dostanie się do wnętrza komórki bakteryjnej. Klasyczną ilustracją tego zjawiska jest oporność gronkowca złocistego.
Budowa ściany komórkowej bakterii Gram-ujemnych jest bardziej skomplikowana, a enzymy inaktywujące antybiotyki wydzielane są do przestrzeni periplazmatycznej. W ten sposób każda bakteria gram-ujemna jest odpowiedzialna za siebie. Ponieważ wiele bakterii, zwłaszcza z rodziny Enterobacteriaceae, posiada ten typ oporności, często do antybiotyku dodawany jest inhibitor enzymu bakteryjnego. Efekt inokulum polega tutaj na zmniejszeniu wpływu inhibitora w zależności od ilości bakterii.
Konsekwencją jest zalecenie nie używania antybiotyków, wobec których bakteria wytwarza enzym, w przypadku poważnych zakażeń ogólnoustrojowych, nawet podczas doskonałej wrażliwości in vitro.